# Parafia św. Stanisława w Chmielowie
Parafia św. Stanisława w Chmielowie – parafia rzymskokatolicka znajdująca się w Chmielowie i należąca do diecezji sandomierskiej w dekanacie Nowa Dęba. 
Parafia została  wyodrębniona w 1924 z parafii Miechocin. Prowadzą ją księża diecezjalni. Kościół św. Stanisława w Chmielowie wybudowano w 1926.. Do 1983 należały do parafii w Chmielowie również: Cygany i Jadachy.